# Placogorgia tenuis
Placogorgia tenuis is een zachte koraalsoort uit de familie Plexauridae. De koraalsoort komt uit het geslacht Placogorgia. Placogorgia tenuis werd in 1883 voor het eerst wetenschappelijk beschreven door Verrill. 